# Yannick Stopyra
Yannick Stopyra (Troyes, Francia, 9 de enero de 1961) es un exfutbolista francés, que se desempeñó como delantero y que militó en diversos clubes de Francia. Es hijo del que también fuera futbolista Julien Stopyra. Fue seleccionado francés y jugo el mundial de México 1986 anotando 2 goles; uno frente a Hungría en fase de grupos y un gol frente a Italia en octavos de final.

## Clubes
| Club                 | País    | Año         |
| -------------------- | ------- | ----------- |
| FC Sochaux           | Francia | 1979 - 1983 |
| Rennes               | Francia | 1983 - 1984 |
| Toulouse             | Francia | 1984 - 1988 |
| Girondis de Bordeaux | Francia | 1988 - 1989 |
| AS Cannes            | Francia | 1989 - 1991 |
| FC Metz              | Francia | 1991 - 1992 |
| FC Mulhouse          | Francia | 1992 - 1994 |

## Selección nacional
Ha sido internacional con la Selección de fútbol de Francia; donde jugó 33 partidos internacionales y anotó 11 goles por dicho seleccionado. Incluso participó con su selección, en 1 Copa Mundial. La única Copa del Mundo en que Stopyra participó, fue en la edición de México 1986, donde su selección obtuvo el tercer lugar y Stopyra anotó 2 goles en ese mundial, el primero lo convirtió a su similar de Hungría y el segundo a la de Italia.

### Participaciones en Copas del Mundo
| Mundial                        | Sede   | Resultado    | PJ | Goles |
| ------------------------------ | ------ | ------------ | -- | ----- |
| Copa Mundial de Fútbol de 1986 | México | Tercer lugar | 7  | 2     |